# Gmina związkowa Asbach
Gmina związkowa Asbach (niem. Verbandsgemeinde Asbach) – gmina związkowa w Niemczech, w kraju związkowym Nadrenia-Palatynat, w powiecie Neuwied. Siedziba gminy związkowej znajduje się w miejscowości Asbach.

## Podział administracyjny
Gmina związkowa zrzesza cztery gminy wiejskie:
1. Asbach
2. Buchholz (Westerwald)
3. Neustadt (Wied)
4. Windhagen